# 竹林明秀
竹林 明秀（たけばやし あきひで、本名同じ、1970年 - 2003年11月23日）は、元Leaf/アクアプラス所属のシナリオライター・スクリプターである。石川県出身。
本名のほかに「青紫」「青村早紀」「あおむらさき」「BluePurple」の名義を持つ。
旧友髙橋龍也・水無月徹らと共にLeaf全盛期の一翼を担った。

## 略歴
高橋龍也の要請で、「青紫」のペンネームで『痕』においてデビュー。このときはまだアクアプラスに入社しておらず、友人という立場で協力した。『To Heart』からは社員として参加し、『WHITE ALBUM』では日常パートの一部を担当した（ただし、『WHITE ALBUM』ではスタッフロールに名前を入れ忘れられ、参加は同ゲームの隠しファイルで確認できる）。また、個人でも「雨宮理奈」というキャラを生み出し、さらに『To Heart』において自身の関与したキャラである姫川琴音を題材とした小説「異能者」や、同じく自身がシナリオを担当した長岡志保と琴音を主役にしたゲーム「志保ちゃんJUMP!」「JUMP! 琴音ちゃん」を制作するなど、多彩な才能を見せた。しかし、竹林が手がけた『痕』おまけシナリオで盗作疑惑が発覚し、結果として汚点を残すことになってしまう。
この後、原田宇陀児の退社により宙に浮いた形になっていた『誰彼』のシナリオを「竹林明秀」名義で担当する(建前上は青紫とは別人で新人ライターということになっていた。竹林の死後に竹林明秀が青紫と同一人物であることが明かされている)、発売された作品はあまり評判が良くなかった。その次にシナリオを手掛けた『アビスボート』は、ファンクラブ向けに無料配布されるに止まった。
その後、アクアプラスを退職し一旦は業界から退いたが、やはりものを書く仕事がしたいと、1年ほどして業界に復帰し、アクアプラスとは別の会社に就職した。(なお、会社名までは明かされていない。)ちなみに、2003年1月31日に発売されたスタジオメビウスの『SNOW』にスクリプトプログラマとして「あおむらさき」の名がスタッフロールに登場しており、竹林が参加していたのではないかと当時話題となったが、スタジオメビウスや竹林本人から公式の声明は出ていないため、真相は今もって不明である。
2003年11月23日、大阪市内でバイクを運転中、信号無視のトラックに衝突され32歳で死去した。新聞報道では「会社員」とされており、高橋や水無月も竹林の勤め先の配慮でその死を知らされた。
遺作は没後にあたる同年12月26日に発売されたStudio Ring（スタジオメビウスの姉妹ブランド）の『ななみとこのみのおしえてA・B・C』であり、「スペシャルサンクス 青紫（多謝）」とスタッフロールに名を載せられている。

## エピソード
- プレイステーション版『To Heart』におけるとあるイベントで、アムロ・レイの物真似をしている姿を見ることができるが、声は一部消されている（著作権の問題のため）。PC逆移植版にも受け継がれた。
- シューティングゲームが得意で（『怒首領蜂』をクリアしたほどの腕前である）、『To Heart』のミニゲーム『お嬢様は魔女』の志保のプレイは竹林によるものである。

## 『痕おまけシナリオ』盗作騒動
この騒動は、竹林の手がけた『痕』をコンプリートすると出現するおまけシナリオ(2001年(平成13年)1月以降の出荷版と、リニューアル版では削除済み)が講談社『小説現代』に掲載（後に講談社文庫 『ショートショートの広場(1)』(星新一編) 収録）された吉沢景介作のショートショート『できすぎ』に酷似しており、それについて講談社側がアクアプラスに謝罪を求めたことにはじまる。
竹林としてはパロディのつもりだったらしく、『痕』CDにある高橋のコメントでも何かの元ネタがあるということが触れられていたが、内容までは把握していなかった。しかし、内容が非常によく似ていたことが仇となり、結局、アクアプラスが2001年3月1日付けで謝罪文を発表し、該当部分の削除と店頭在庫の回収で決着した。謝罪文中には「盗作」とは記されていないものの、「原作に極めて類似している」内容であるとしており、盗作と事実上認めたことに近い内容であった。なお、旧『痕』は現在どちらも廃盤となっている。
この盗作騒動は、竹林のライターとしての評価にも大きく影を落とすこととなった。再評価の動きがあらわれたのは、皮肉にも竹林自身の死が契機であった。

## 2ちゃんねるへの影響
その作品や言動は、匿名掲示板・2ちゃんねるに多大な影響を及ぼした。

### ゲーム板の分裂・Leaf,key板（葉鍵板）の成立
前述の『痕』盗作騒動の発端は、ゲーム板（当時）「痕」スレッド23番目の書き込みであった。その影響は当初ひとつであった「ゲーム板」がアーケード、PCゲーム、家庭用ゲーム、エロゲーの4つの板に分裂する原因となったが、それでもまだおさまらず「エロゲー板」から「Leaf,key板(以下『葉鍵板』と表記する)」が分裂する原因にもなった。『痕』盗作騒動に関する話題はエロゲー板内で最高レスを記録しており（1496レス）、葉鍵板ができて以降も30余ものスレッドが立てられた。

### リアルリアリティ
竹林の独特な言語表現は「リアルリアリティ」（略記「RR」）と呼ばれ、一時期の葉鍵板内で流行した。由来は『To Heartビジュアルファンブック』において姫川琴音に捧げられた一節による。具体的には重複表現や（物語性という意味での）奇妙な展開などを指す。最も有名な「RR」は、『誰彼』の一節「お前がいま感じている感情は精神的疾患の一種だ。しずめる方法は俺が知っている。俺に任せろ。」（略記「感感俺俺」）である。一部で「しずめる方法」が「治す方法」と紹介されているが、これは誤りである。
また、2001年6月29日に大阪・日本橋のソフマップにおいて『誰彼』がセールの目玉商品として100円で販売されたことが曲解されて伝わり、「100円ライター」などとあだ名されたこともある。
さらにLeaf初のフル3Dゲームとなった『アビスボート』では、紹介CGに男性が腕組みをして「どうすればいいんだ」と言っているという、アダルトゲームらしからぬものが使われ、波紋を呼んだ。本作の一般販売がなされなかったことからこのシーンがなおさら印象に残ってしまい、2chでは「どうすればいいんだ」が彼の名言として残されることとなった。

### Leaf公式BBSの閉鎖
彼を揶揄する投稿は2ちゃんねるに留まらなかった。2001年8月にはLeaf公式BBSに彼を揶揄するアナグラム文が投稿され、BBSを閉鎖に追い込んだという事件が発生。このアナグラム文は、あたりさわりのない長文における各行の一文字目のみ縦に読むと本当の文章が現れるというものであり、まず葉鍵板内で流行し、その後2ch全体に広まった。

### 急死
彼の訃報が報道やLeaf関係者のホームページ上などによりもたらされると、最も彼を揶揄したりネタにした場所である葉鍵板では期間限定でバナーが喪章入りに、背景が黒に変更されるなど、彼の業績に弔意が表された。

### 超先生
竹林は葉鍵板設立当初は「青紫大先生」「竹林大先生」と呼ばれていたが「●●要求。青紫(竹林明秀)はLeafを辞めろ4●●」スレッドの931が「 もうすぐ5スレ目に突入といことで、これからは青紫大先生を『青紫超先生』と呼ぶことにするです。」（原文ママ）と投稿したのがきっかけで「超先生」の呼び名が誕生し広まっていく。
この頃には公にはなっていなかったものの、竹林は既にアクアプラスを退社していたため、情報が途絶えがちになっており、超先生は竹林の実像から離れた葉鍵板独得のキャラクターとして発展していく。
超先生の呼称が誕生した直後に開催された葉鍵板最萌トーナメントでは、竹林の担当したキャラが活躍したこともあり、超先生は次第にネタキャラ、マスコットの地位を確立していき、次第に竹林に対する批判なども激減していく。この後開催された全板人気トーナメントにおいても、葉鍵板を代表するキャラクターとして、それまで竹林を知ることの無かった他の2ちゃんねる住人にも超先生が認知されるようになる。
なお、Leafからは2003年9月に『天使のいない12月』が発売されているが、同年11月23日に竹林が急逝したことから、葉鍵板では「超先生のいない12月」というフレーズも多用された。
また超先生という名称で、下のAAが存在する。葉鍵板のマスコットとも呼べる存在で、当初は叩き用に使用されていた。なお、このAAは葉鍵板のスレッドの最後に自動挿入されるレスにも利用されている。AAのモデルはハングル板のAAニダーであり、初期にはニダーのエラが全角のバージョンもあった。（その後2ちゃんねるAA人気トーナメントにおいて元ネタとなったニダーと対戦し、敗北した）手がけた作品のセリフを多用（「俺に任せろ」「よせやい」「そんなこといわれても」「どうすればいいんだ」等）、明らかに間違った文章表現（主に重複表現、おまえの感じる感情、詳しい詳細等）なども使用する。
他、リアル超先生と呼ばれるPS版『To Heart』の攻略本に収録された、竹林の写真をAA化したものも存在する。やはり「難しくて困難」などの重複表現を多用するほか、西鉄バスジャック事件の際、2ちゃんねる管理人の西村博之の言葉「嘘は嘘であると～」を改変した言葉が使われることも多い。発祥スレは「超先生の次回作の値段→」スレッド。
```
 　　 　 　 　 　∧＿∧
 　　 　 　 　 ＜　｀ш´＞
 　　　　 　 ＿φ＿__⊂)_
 　 　 　 ／旦／三／ ／|
 　　　　|￣￣￣￣￣|　 |
 　　　　| 誰彼百円　|／

初期バージョン
 　　 　 　 　 　∧＿∧
 　　 　 　 　 ＜　｀∀´＞ 
 　　　　 　 ＿φ＿__⊂)_
 　 　 　 ／旦／三／ ／|
 　　　　|￣￣￣￣￣|　 |
 　　　　| 誰彼百円　|／
```

## 主な作品
- 『痕』(初版のみ)：おまけシナリオ
- 『To Heart』：宮内レミィ・長岡志保・姫川琴音・PC版の雛山理緒の各シナリオ・PS版のミニゲーム（ミニゲーム「お嬢様は魔女」の志保プレイは竹林によるもの）
- 『WHITE ALBUM』：日常会話の一部(スタッフロールに名前を入れ忘れられる)
- Leafアミューズメントディスク2「初音のないしょ!!」：To Heartおまけシナリオ・志保ちゃんジャンプ（CD-ROMに入っているゲーム。CDを参照すると見ることができる）
- 『誰彼』：シナリオ全般
- 『アビスボート』：企画・シナリオ
- 『ななみとこのみのおしえてA・B・C』：スペシャルサンクス